# Radiospongilla sceptroides
Radiospongilla sceptroides är en svampdjursart som först beskrevs av William Aitcheson Haswell 1882.  Radiospongilla sceptroides ingår i släktet Radiospongilla och familjen Spongillidae. Inga underarter finns listade i Catalogue of Life.